# Denis Mukwege

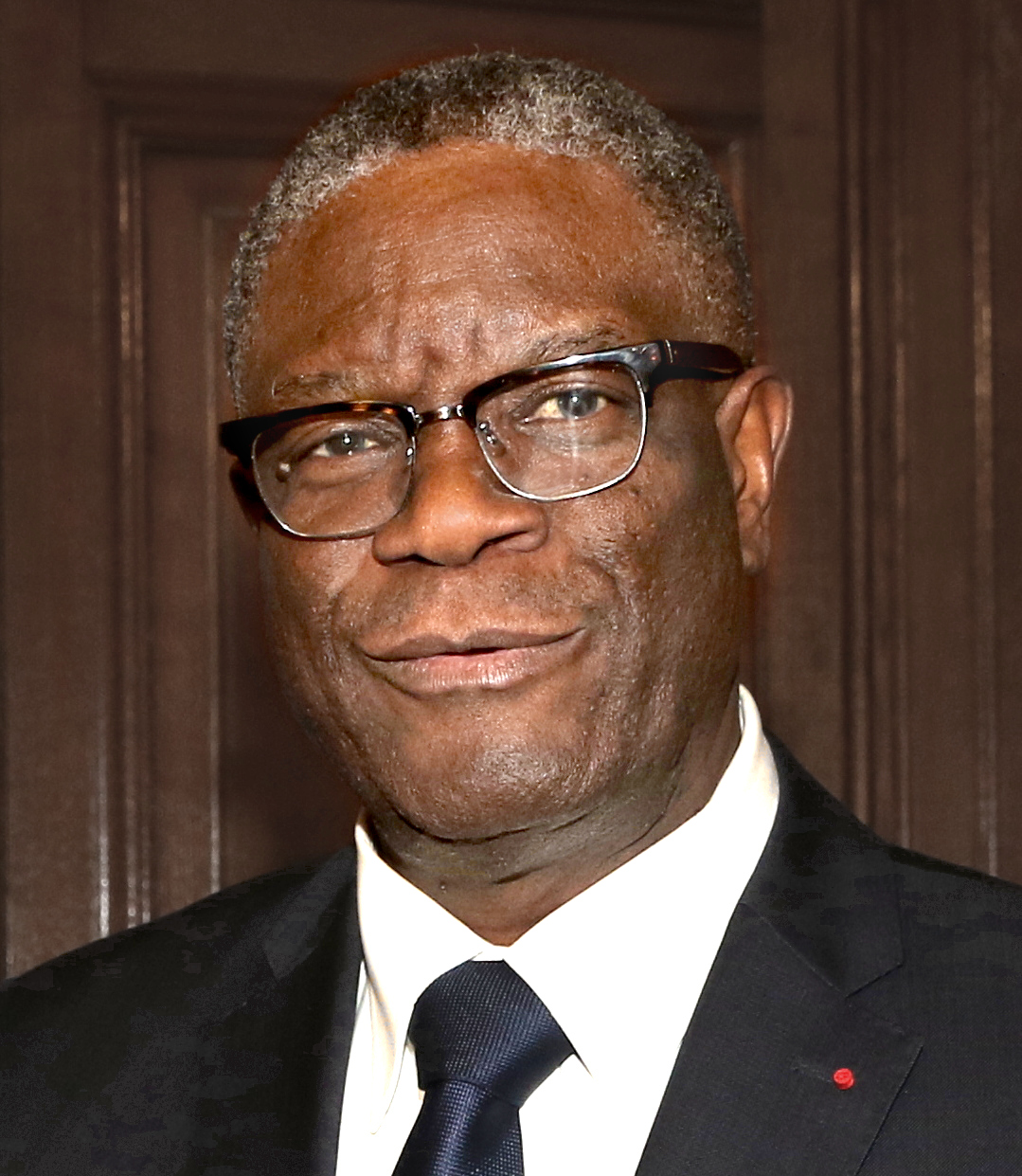
Denis Mukwege (2018)

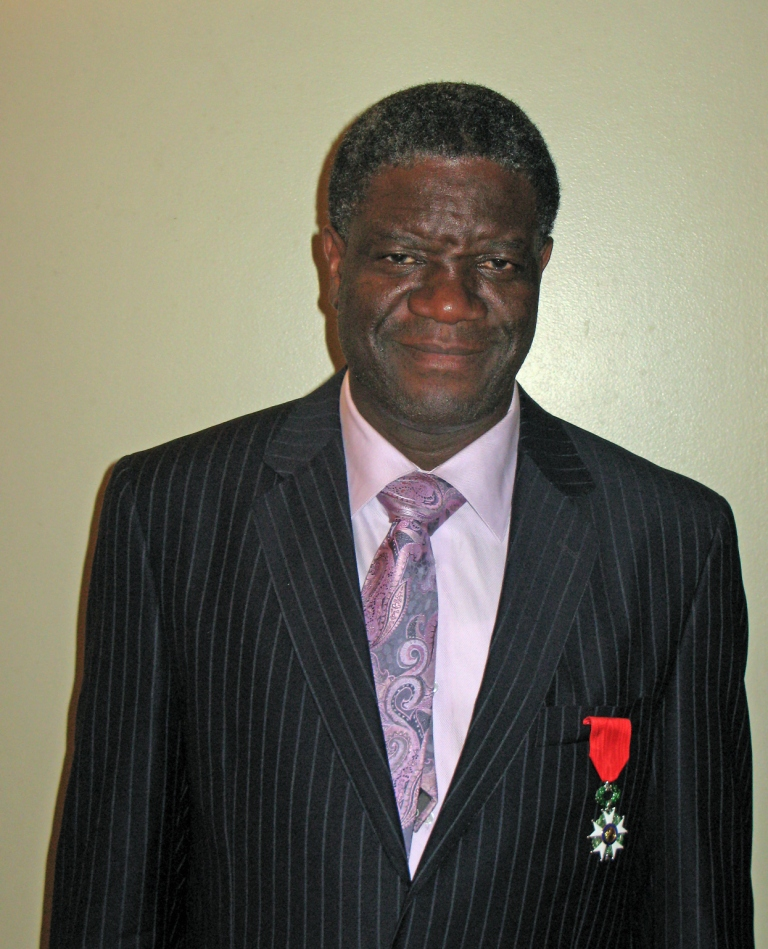
Denis Mukwege (2009)

Denis Mukwege (sinh ngày 1 tháng 3 năm 1955 tại Bukavu, tỉnh Nam Kivu) là bác sĩ phụ khoa và là nhà hoạt động nhân đạo người Cộng hòa Dân chủ Congo. Ông đã đoạt giải Nobel Hoà bình 2018 cho các nỗ lực chống bạo lực tình dục trong chiến tranh.

## Tiểu sử
Mukwege là con thứ 3 trong số 9 người con của một mục sư Tin Lành thuộc Phong trào Ngũ Tuần. Sau khi tốt nghiệp trung học, ông theo học ngành bách khoa 2 năm ở Đại học Kinshasa, sau đó chuyển sang học Y học ở Burundi từ năm 1976. Ông đậu bằng bác sĩ y khoa năm 1983, và vào làm việc ở bệnh viện Lemera, một bệnh viện vùng nông thôn phía nam Bukavu. Năm 1984, ông được nhận một học bổng sang Pháp học ngành Phụ khoa ở Đại học Angers.
Tuy có một việc làm được trả lương cao ở Pháp, nhưng năm 1989 ông trở về quê hương đảm nhận chức giám đốc bệnh viện Lemera. Mặc dù tiền lương ít ỏi, nhưng ông rất vui vì đã giúp hàng nghìn phụ nữ vô sinh được làm mẹ (có nhiều bà mẹ đã đặt tên họ Denis của ông cho con mình).
Năm 1996, xảy ra cuộc Chiến tranh Congo thứ nhất (tháng 11/1996 tới tháng 5/1997), bệnh viện Lemera đã bị hoàn toàn phá hủy. Nhiều bệnh nhân và y tá đã bị giết chết một cách tàn bạo. Denis Mukwege đã may mắn thoát hiểm một cách kỳ lạ và sang tỵ nạn ở Nairobi. Sau đó, thay vì sống ở nước ngoài, ông đã chọn trở về quê hương.
Được sự giúp đỡ của tổ chức "PingstMissionens Utvecklingssamarbete", (viết tắt là PMU = Tổ chức Hợp tác Phát triển của Phái bộ truyền giáo Phong trào Ngũ Tuần Thụy Điển), ông lập ra Bệnh viện Panzi ở Bukavu. Tại đây, ông chuyên chữa trị những phụ nữ bị hiếp dâm tập thể bởi những dân quân Rwanda.
Mukwege đã được coi là chuyên gia hàng đầu trên thế giới về cách chữa lành chấn thương nội tạng gây ra bởi việc hiếp dâm tập thể. Ông đã chữa trị nhiều nghìn phụ nữ, một số người phải chữa trị nhiều hơn một lần; có lúc ông phải làm tới 10 cuộc giải phẫu trong một ngày làm việc 18 giờ của ông. Ông đã mô tả việc các bệnh nhân đôi khi tới bệnh viện trong tình trạng trần truồng như thế nào, thường bị chảy máu và rò rỉ nước tiểu cùng phân từ những âm đạo bị rách.

## Giải thưởng và Vinh dự
- "Giải Nhân quyền đặc biệt 2007" của Pháp (tháng 6 năm 2008)
- Giải Nhân quyền của Liên Hợp Quốc (New York, tháng 12 năm 2008)[2]
- Giải Olof Palme (Thụy Điển, tháng 1 năm 2009) [3]
- "Nhân vật châu Phi của năm" do Công ty báo Media Trust của Nigeria bầu chọn, (tháng Giêng năm 2009)[3]
- Bắc Đẩu Bội tinh hạng Chevalier của chính phủ Pháp (tháng 2009)
- Huy chương Wallenberg của Đại học Michigan (tháng 10 năm 2010)
- Tiến sĩ danh dự của phân khoa Y học Đại học Umeå Thụy Điển (2010)[4]
- Giải Phát triển quốc tế vua Baudouin (24.5.2011)[5]
- Giải Công dân toàn cầu Clinton về chức lãnh đạo Xã hội dân sự (New York, 22.9.2011)[6]
- Giải Nobel Hoà bình 2018.[7]